# Nazionale maschile di calcio di Palau
La nazionale di calcio di Palau è la rappresentativa calcistica delle isole Palau, poste in Oceania, nell'Oceano Pacifico. La squadra non è affiliata alla FIFA, ma è un membro associato dell'OFC. Gioca le partite in casa nello Stadio Nazionale di Palau di Koror (4.000 posti).
Il suo debutto internazionale risale al 1987. Nel 1998 ha partecipato ai Micronesia Games, ospitati dalla stessa Palau, vincendo due gare e perdendone altrettante.